# Где-то плачет иволга…
«Где-то плачет иволга…» — советский фильм 1982 года режиссёра Эдмонда Кеосаяна.

## Сюжет
Героиня фильма «Где-то плачет иволга…» Марина Орлова — лицо реальное.
 В трудные годы войны, когда смертельная опасность нависла над Советской страной, она, как и некоторые другие эмигранты, боролась против фашизма в рядах бельгийского Сопротивления.
- В основе сюжета — документальные материалы о дочери русского капитана 1-го ранга Шафрова — Марине Шафровой, ей посвящён фильм.

Пролог: 1918 год, Революция, семья генерала Шафрова с шестилетней дочерью Мариной на руках покидает Россию и оказывается в эмиграции.
Вторая мировая война, Бельгия. Русская девушка Марина вступает в ряды движения Сопротивления. Она совершает ликвидацию специального уполномоченного имперской службы безопасности в Бельгии. Нацисты заочно приговаривают девушку к смертной казни, объявляют её в розыск, но Марина неуловима для них. Отчаявшись найти её, фашисты берут в заложники 60 жителей Брюсселя, в том числе женщин и детей и объявляют, что если в течение восьми дней убийца заместителя коменданта не сдастся, то заложники будут расстреляны…

## В ролях
В главных ролях:
- Людмила Нильская — Марина Орлова (прототип — Марина Шафрова)
- Арнис Лицитис — Филипп Дюккен (озвучивал Николай Караченцов)
- Вацлав Дворжецкий — Орлов, отец Марины
- Лаура Геворкян — Анн
- Армен Джигарханян — Франсуа
- Тодор Колев — Анри, руководитель Сопротивления в Бельгии

В остальных ролях:
- Омар Волмер — барон фон Шток
- Рамаз Чхиквадзе — папаша Жак
- Нерсес Оганесян — конферансье
- Давид Кеосаян — Доменик
- Кирил Господинов — Ив
- Улдис Лиелдидж — инженер
- Олег Савосин — тренер
- Анна Лисянская — гувернантка
- Александр Микулин — комендант города
- Радий Афанасьев — эпизод

## Съёмки
Съёмки велись в Эстонии, Болгарии и Венгрии.
Взрыв автомобиля снимали в Таллине, «пиротехник проникся задачей» и заложил взрывчатки побольше — «взрыв, потрясший Таллинн, напомнил жителям о войне, а его устроителям аукнулся несколько позже в Москве»: взрывом было выбито более шестисот стёкол — в гостинице, школе, музее, отделении милиции и окрестных домах, чудом никто, в том числе трое каскадёров, не пострадал.

## Критика
Одна из первых главных ролей актрисы Людмилы Нильской, и одна из самых любимых:

В числе своих любимых ролей Людмила Нильская называет героиню фильма «Где-то плачет иволга». Героическая русская патриотка Марина Шафрова, участница бельгийского движения Сопротивления в годы войны, была воспитана в стремлении к красоте, непримиримости к злу, на понимании духовного родства с родной землей. Актриса верно показала в этом персонаже соединение нравственной силы и женственности.— журнал «Молодая гвардия», 1985 год